# Emmanuel Arago
François Victor Emmanuel Arago (6. august 1812 i Paris – 26. november 1896 sammesteds) var en fransk politiker, søn af François Arago. 
Arago blev 1837 sagfører i Paris og optrådte 1839 som forsvarer for Armand Barbès' opstandsforsøg. Han tog 1848 virksom del i Februarrevolutionen og var med til at hindre indsættelsen af et regentskab; sendtes derefter som regeringskommissær til Lyon og vidste at overholde ordenen ved at oprette nationalværksteder, dog til stor forbitrelse hos bourgeoisiet, og var maj-december ambassadør i Berlin. 
Som medlem af Nationalforsamlingerne 1848-51 var han en udpræget modstander af Louis Napoléon. Han blev derefter på ny sagfører og forsvarede i 1867 Antoni Berezowski, som havde forsøgt at myrde zar Alexander II, og hørte december 1868 ligeledes til forsvarerne i den Baudinske sag. 
I 1869 valgtes han til den lovgivende forsamling og udmærkede sig juli 1870 ved at tale imod krigserklæringen. September 1870 blev han medlem af den provisoriske regering og 1871 af nationalforsamlingen, hvor han hørte til de mådeholdne republikanere og jævnlig vandt bifald som taler; han valgtes 1875 til livsvarig senator og var 1880-94 ambassadør i Schweiz.